# Сцелифрон Шестакова
Сцелифрон Шестакова (лат. Sceliphron shestakovi) — редкий вид роющих ос (Sphecidae). Средняя Азия и Казахстан. Включён в Красную книгу Казахстана и Узбекистана.

## Распространение
Среднеазиатский эндемик. Казахстан (30 км южнее Ленгера, низкогорья хребта Каржантау), Туркменистан (Мары), Узбекистан (Самарканд, предгорья Туркестанского хребта, Сиджак, низкогорья хребта Каржантау). Оазисы, ущелья в низкогорьях, долины.

## Описание
Осы достигают размера от 15 до 17 мм. Тело чёрное с жёлтым рисунком. Гнездятся в надземных глиняных гнёздах. Личинок предположительно, как и другие виды своего рода, выкармливают парализованными пауками. Вид был впервые описан в 1928 году советским энтомологом В. В. Гуссаковским и назван в честь профессора Андрея Валентиновича Шестакова, специалиста по осам (который до своей смерти в 1933 году руководил кафедрой зоологии в Ярославском пединституте).